# Tolumnia gauntlettii
Tolumnia gauntlettii là một loài thực vật có hoa trong họ Lan. Loài này được (Withner & H.P.Jesup) Nir miêu tả khoa học đầu tiên năm 1994.